# 松波太郎
松波 太郎（まつなみ たろう、1982年6月28日 - ）は日本の小説家、臨床家。三重県出身。

## 来歴
高校時代、スペインにサッカー留学の経験がある。大東文化大学中退。北京外国語大学中退。宇都宮大学卒業。一橋大学大学院言語社会研究科修士課程修了。4校の大学に2年ずつ計8年間通っていた。
2008年、「廃車」（「革命」を改題）で第107回文學界新人賞を受賞し小説家デビュー。2009年、サッカーを題材とした「よもぎ学園高等学校蹴球部」で第141回芥川賞候補。2013年、「LIFE」で第150回芥川賞候補。2014年、単行本『LIFE』で第36回野間文芸新人賞を受賞。2016年、「ホモサピエンスの瞬間」で第154回芥川賞候補。
2018年、「10年間お世話になった紙の媒体から一度離れて、活字にこだわらない小説の道へと進む」とし、自身の治療院を開設する。

## 著作一覧

### 単行本
- 『よもぎ学園高等学校蹴球部』（2009年、文藝春秋）
  - 「廃車」（『文學界』2008年12月号）
  - 「よもぎ学園高等学校蹴球部」（『文學界』2009年5月号）
- 『LIFE』（2014年、講談社）
  - 「東京五輪」（『すばる』2012年5月号）
  - 「西暦二〇一一」（『文學界』2012年8月号）
  - 「LIFE」（『群像』2013年7月号）
- 『ホモサピエンスの瞬間』（2016年、文藝春秋）
  - 「ホモサピエンスの瞬間」（『文學界』2015年10月号）
- 『月刊「小説」』（2016年、河出書房新社）
  - 「アーノルド」（『群像』2009年5月号）
  - 「関誠」（『すばる』2010年6月号）
  - 「五臓文体論」（『すばる』2014年9月号）
  - 「月刊「小説」」（『文藝』2016年夏季号）
- 『本を気持ちよく読めるからだになるための本 ―― ハリとお灸の「東洋医学」ショートショート』（2020年、晶文社）
  - 「三代目松波太郎の「東洋医学ショートショート」」（連載）（「ko･to･to･fu」 → 「豊泉堂」）
- 『カルチャーセンター』（2022年、書肆侃侃房）
  - 「カルチャーセンター」（『早稲田文学』2020年冬号）
- 『そこまでして覚えるようなコトバだっただろうか？』（2023年、書肆侃侃房）
  - 「故郷」（『群像』2017年11月号）
  - 「イベリア半島に生息する生物」（『文學界』2013年12月号）
  - 「あカ佐タな」（『ことばと』vol.4）
  - 「王国の行方 ―― 二代目の手腕」（『群像』2021年5月号）
- 『背中は語っている ―― 〈からだのことば〉をときほぐす東洋医学』（2024年、晶文社）

### 電子書籍のみ
- 『自由小説集』（2019年、集英社）
  - 「イールズ播地郡」（『すばる』2011年1月号）
  - 「梅波三郎」（『すばる』2009年8月号）
  - 「梅波三郎――ワールドカップ篇」（『すばる』2010年8月号）
  - 「台風全号」（『すばる』2013年6月号「サント・ニーニョ」を改題）
  - 「梅波三郎――東日本大震災篇」（『すばる』2011年7月号）
  - 「梅波三郎――新春篇」（『すばる』2015年1月号）
  - 「踊りませんか、榊高ノブといっしょに」（『すばる』2009年11月号）
- 『不老不死』（2024年、SHOW SETS）

### 単行本未収録作品
- 「東の果て」（『文學界』2010年5月号）
- 「僕らはハッピーエンドに飢えている」（『文學界』2011年11月号）
- 「エッセイなんて書きたくない」（『新潮』2013年10月号）
- 「松波学園女子高等学校」（『早稲田文学』7）
- 「TARO POWER MILO !!」（『文藝』2018年春季号）
- 「5、4、3、2、1、0.9」（『ランバーロール』01）